# Tomentypnum paulianum
Tomentypnum paulianum är en bladmossart som först beskrevs av Grout in Holzinger och Theodore Christian Frye, och fick sitt nu gällande namn av Brotherus och H. Robinson 1962. Tomentypnum paulianum ingår i släktet Tomentypnum och familjen Brachytheciaceae. Inga underarter finns listade i Catalogue of Life.